# کمیته ۱۹۲۲
کمیته ۱۹۲۲ (انگلیسی: 1922 Committee)، با نام رسمی کمیته اعضای خصوصی حزب محافظه‌کار فراکسیونی در حزب محافظه‌کار در مجلس عوام بریتانیا است.